# Girificación

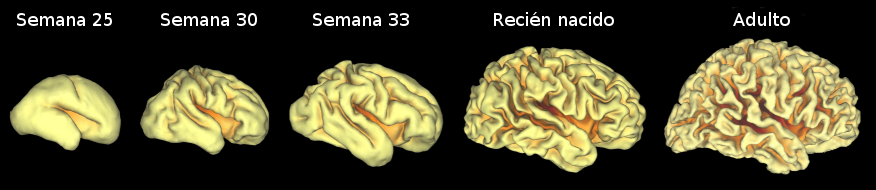
La girificación en el cerebro humano.

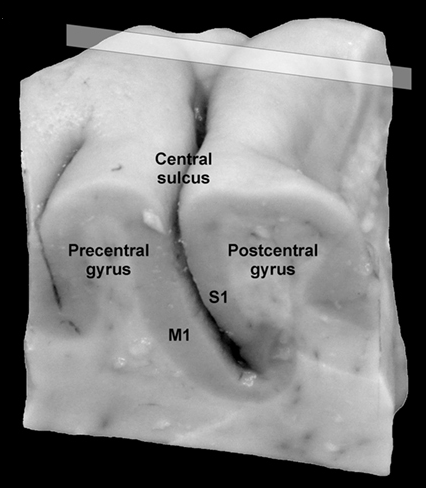
Giros (gyrus) y surco (sulcus).

La girificación es el proceso por el cual se forman los pliegues que son característicos de la corteza cerebral. Las partes más elevadas de estos pliegues reciben el nombre de giros, y las partes más deprimidas reciben el nombre de surcos. Las neuronas de la corteza cerebral se encuentran en una capa muy delgada llamada materia gris, de solo entre 2 y 4 milímetros (mm) de grosor, en la superficie del cerebro.  Gran parte del volumen del interior lo ocupa la materia blanca, la cual está formada por proyecciones axonales de gran tamaño que van desde y hasta las neuronas de la corteza que se encuentran cerca de la superficie. La girificación permite que la superficie de la corteza tenga una área más grande y que, por lo tanto, que quepa más funcionalidad cognitiva dentro de un cráneo más pequeño. La girificación comienza durante el desarrollo fetal en la mayor parte de los mamíferos. A excepción de algunas especies, los primates, los cetáceos y los ungulados tienen una gran cantidad de giros cerebrales, mientras que los roedores no tienen ninguna por lo general. En algunos animales, como por ejemplo en el hurón, la girificación no se detiene tras el parto.

## La girificación durante el desarrollo del cerebro humano

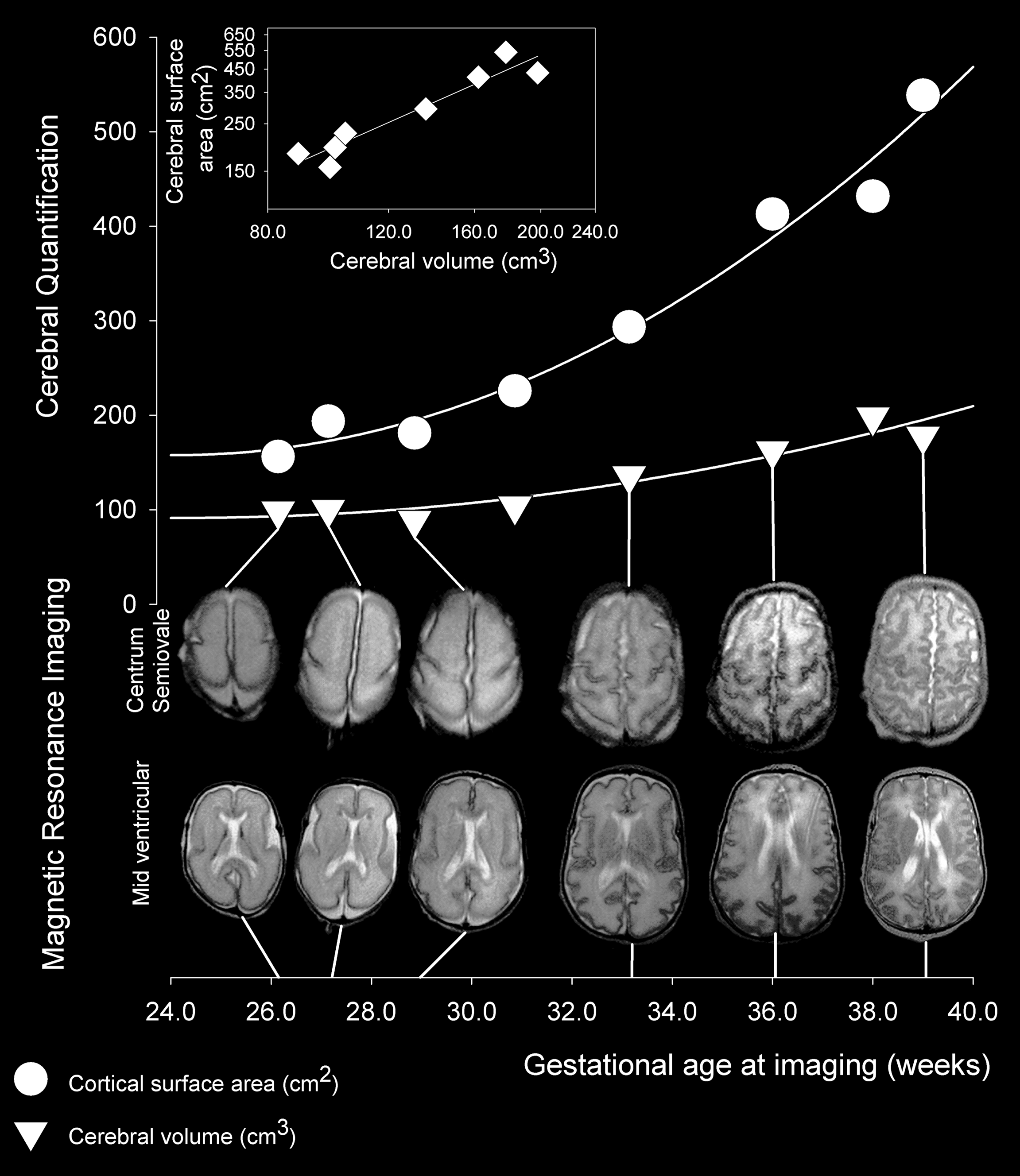
Desarrollo de la corteza cerebral humana.

A medida que avanza el desarrollo fetal, la formación de hendiduras cada vez más profundas dan forma a los giros y a los surcos en la superficie de la corteza. No todos los giros se empiezan a desarrollar al mismo tiempo, sino que los giros cerebrales primarios se forman primero (en los seres humanos, se empiezan a formar a partir de la décima semana de gestación) y, más tarde, se forman los giros secundarios y terciarios. Uno de los surcos principales y más prominentes es el surco lateral (también conocido como fisura lateral o cisura de Silvio), y también es importante el surco central, el cual separa la corteza motora (giro precentral) de la corteza somatosensorial (giro postcentral). La mayor parte de los surcos y de los giros cerebrales se empiezan a formar entre las semanas 24 y 38 de la gestación, y siguen haciéndose más grandes y madurando tras el nacimiento.

## Ventajas evolutivas
Se cree que una ventaja de la girificación es el aumento de la velocidad en la comunicación de las células neuronales, ya que gracias a los pliegues cerebrales las células están más cerca unas de las otras, y la transmisión de los impulsos eléctricos neuronales, llamados potenciales de acción, requieren menos tiempo y energía. Existe evidencia que señala que cuando la girificación es mayor se produce una mayor velocidad de procesamiento de la información cognitiva, así como una mejor memoria de trabajo verbal. Además, ya que para un cráneo más grande hace falta una pelvis más grande durante el parto, lo cual supone dificultades en la bipedestación, es más fácil dar a luz si el cráneo es más pequeño.

## Teorías sobre la causa de la girificación

### Deformación debida a un proceso mecánico
Aún no se comprenden bien los mecanismos que producen la girificación de la corteza cerebral, y en la literatura científica se proponen varias hipótesis. Una hipótesis popular que apareció por primera vez en la época de Retzius a finales del siglo XIX afirma que las fuerzas de deformación mecánica que se producen debido a la expansión del tejido cerebral son las que hacen que la superficie de la corteza se doble. Desde aquella, una gran cantidad de teorías han estado vinculadas indirectamente a esta hipótesis.
Se cree que la girificación no se debe a la restricción externa del crecimiento del cráneo, ya que el primordio del cráneo todavía no se ha osificado (no se ha endurecido hasta convertirse en hueso mediante el proceso de calcificación) durante el periodo de desarrollo del cerebro del feto. El tejido que cubre la corteza cerebral embrionaria se compone de varias capas finas de ectodermo (que se convertirán en piel en el futuro) y de tejido mesenquimal (que se convertirá en músculo y en tejido conjuntivo en el futuro, incluyendo el cráneo). Estas capas finas crecen durante la expansión de la corteza pero, posteriormente, el tejido mesenquimal del cerebro se convertirá en cartílago; y la osificación de las placas craneales no se produce hasta una fase posterior en el desarrollo. Tras el nacimiento, el cráneo humano sigue creciendo de forma sustancial, junto con el cerebro, hasta la fusión de las placas craneales varios años más tarde. Además, existen estudios experimentales en animales que han revelado que los pliegues de la corteza pueden ocurrir incluso sin restricciones externas. Por tanto, se cree que es el crecimiento del cerebro lo que impulsa el crecimiento del cráneo; hoy se cree que los impulsores de la girificación más importantes son los factores mecánicos y genéticos que se producen en el cerebro. El único papel constatado del cráneo en la girificación es el aplanamiento de los giros durante la maduración del cerebro tras la fusión de las placas craneales.

### Tensión axonal
Existe una teoría alternativa, la cual afirma que lo que produce los pliegues son las fuerzas de tensión axonal entre áreas de la corteza cerebral extremadamente interconectadas, por lo que distintas áreas corticales en una zona se atraen unas a las otras. Hay evidencias que apoyan esta hipótesis. Por ejemplo, los axones en las áreas del cerebro con altos niveles de girificación son rectos, cortos y conectan las paredes de los giros. Sin embargo, no se puede demostrar que esto sea lo que causa o que es resultado del plegado cortical. A pesar de que puede que estas conexiones cortas se produzcan debido a axones tirando de las paredes de los giros en formación, también puede ser que los axones se mantengan cortos de forma adaptable debido a patrones de crecimiento mecánicos. Además, un estudio mostró que se puede inducir la girificación de forma experimental en los embriones de ratones, pero tiene que ser durante las etapas tempranas, cuando aún no se formaron las conexiones axonales.

### Expansión tangencial diferencial
Más recientemente, apareció la teoría de la expansión tangencial diferencial, la cual afirma que los patrones de pliegue del cerebro se producen debido a que la expansión tangencial ocurre a ritmos diferentes entre distintas áreas de la corteza cerebral. Esto puede ser debido a las diferencias de área en las tasas de división temprana de los progenitores.

## Factores mecánicos

### Grosor de la corteza
Las condiciones tempranas del cerebro tienen una gran influencia en el nivel de girificación que se alcanzarán. En concreto, existe una relación inversa entre el grosor de la corteza y la girificación. Aquellas áreas del cerebro donde hay menos grosor son las que tienen una mayor girificación, y viceversa.

### Velocidad de crecimiento
Existe cierto desacuerdo sobre a qué ritmo de crecimiento se desarrollan las capas de la corteza y de debajo de la corteza del cerebro. El modelo de crecimiento completamente isotrópico propone que las capas de materia gris (envoltura exterior) y blanca (núcleo interior) crecen a ritmos distintos, pero que son uniformes en todas las dimensiones. El modelo de crecimiento tangencial propone que la materia gris crece a un ritmo más rápido que la materia blanca del interior, y que el ritmo de crecimiento de la materia gris es el que determina el ritmo de crecimiento de la materia blanca. A pesar de que los dos métodos son diferenciales, y de que los dos dicen que la corteza crece más rápidamente que las capas inferiores, es el modelo de crecimiento tangencial el que se considera que es más correcto.
Los pliegues en la superficie del cerebro se forman debido a la inestabilidad, y en los modelos de crecimiento tangencial se obtiene más a menudo que en los modelos isotrópicos el nivel de inestabilidad que producen los pliegues. A este nivel de inestabilidad se le llama punto crítico, en el cual los modelos prefieren liberar energía potencial perdiendo estabilidad y formando pliegues para adquirir más estabilidad.

## Factores genéticos
El patrón de giros y de surcos en la corteza no se produce al azar, ya que la mayor parte de las convoluciones de gran tamaño que se mantienen entre individuos distintos también se mantienen entre especies distintas. Esto puede indicar que los mecanismos genéticos pueden determinar la ubicación de los giros más importantes. Esta idea está respaldada por estudios de gemelos monocigóticos y dicigóticos de finales de la década de 1990, sobre todo con respecto a los giros y surcos primarios, ya que en los giros secundarios y terciarios suele haber más variabilidad entre gemelos. Por lo tanto, se puede especular que los pliegues secundarios y terciarios dependen en mayor medida de factores ambientales y genéticos. El gen Trnp1 fue el primero que se descubrió que tenía influencia en el proceso de girificación. La posición en el cerebro humano de los pliegues/giros que se están desarrollando puede estar determinada por los niveles de expresión local del Trnp1. En la girificación pueden contribuir genes que influyen en las dinámicas de los progenitores en la corteza, en la neurogénesis y en la migración neuronal, así como genes que influyen en el desarrollo de circuitos en la corteza y en las proyecciones axonales. El Trnp1 es un factor de unión al ADN que se ha comprobado que regula otros genes que regulan la proliferación de las células progenitoras de la corteza - y por tanto actúa como un gen regulador maestro. Además, se ha demostrado hace poco que las vías de señalización de factor de crecimiento de fibroblastos (FCF)- y de Sonic hedgehog (SHH)-son capaces de producir pliegues en la corteza, con todas las capas que los forman, en ratones que viven hasta la edad adulta. Estos factores FCF y Shh regulan la proliferación de las células madre de la corteza y las dinámicas de la neurogénesis. La existencia de niveles apropiados de muerte celular de los progenitores en la corteza, y la catenina beta (parte de la vía de señalización WNT), también influyen.

## Factores determinantes biológicos celulares
Las células madre de la corteza, llamadas células radiales gliales (CRG), se encuentran en la zona ventricular y generan las neuronas glutamatérgicas excitatorias de la corteza cerebral. Estas células se propagan rápidamente renovándose a sí mismas durante las etapas tempranas del desarrollo, expandiendo así la reserva de progenitores y aumentando el área de la superficie de la corteza. Durante esta etapa, el patrón de las áreas de la corteza cerebral está programado genéticamente mediante un sistema de centros de señalización mediante el proceso de modelado de la corteza, y al mapa primordial de las áreas funcionales de la corteza durante esta etapa se le llama 'protomapa'. La neurogénesis en la corteza comienza a mermar la reserva de células progenitoras, sujeta a las reservas de muchas señales genéticas como los factores de crecimiento de fibroblastos (FCF) y la proteína Notch. Las CRG generan precursores neuronales intermedios que se continúan dividiendo en la zona subventricular (ZSV), aumentando el número de neuronas que se producen en la corteza. Las fibras de CRG son muy largas y se extienden desde la corteza en desarrollo hasta la superficie de la piamadre del cerebro, y sirven como guías físicas para las migraciones neuronales. Existe un segundo tipo de las CRG, llamadas CRG basales (CRGb), que forman una tercera reserva de progenitores en la zona subventricular exterior. Las CRG basales en general son mucho más abundantes en los mamíferos superiores. Tanto las CRG clásicas y las CRGb representan señales guía que conducen a las neuronas recién nacidas a su destino en la corteza cerebral. Cuando la cantidad de CRGb aumenta, también aumenta la densidad de las fibras guía y, en el caso contrario, se formaría un arreglo desperdigado en el cual se perdería densidad de fibras. Existe cierta bibliografía científica que indica que hay diferencias entre especies de mamíferos en las dinámicas de propagación y diferenciación neuronal en cada una de estas zonas de progenitores, y dichas diferencias podrían explicar por qué el tamaño de la corteza y la girificación en los mamíferos son tan diferentes entre especies. Se ha planteado la idea de que algunas células progenitoras generan una gran cantidad de neuronas que se dirigen hacia las capas exteriores de la corteza, lo que causa un aumento mayor del área de la superficie en las capas exteriores, en comparación con las capas interiores de la corteza. Todavía no está claro cómo podría ser esto posible sin más elementos mecánicos.

## Variación entre especies
Para medir la cantidad de circunvoluciones en la superficie de los cerebros de los mamíferos se utiliza el 'índice de girificación' (IG). En los cerebros de los reptiles y de las aves no hay girificación. Aquellos mamíferos que tienen un IG elevado, suelen ser más grandes que aquellos con un IG más pequeño; por ejemplo, las ballenas piloto y los delfines nariz de botella tienen IGs mayores. Sin embargo, el cerebro humano muestra un IG similar al de un caballo, a pesar de ser más grande que este. Los roedores son los que tienen en general un IG más bajo. A pesar de todo, hay algunos roedores que tienen muchos giros en el cerebro y hay algunas especies de primates cuyo cerebro es bastante liso.

Mota y Herculano-Houzel encontraron una relación lineal en mamíferos expresada en términos de girificación.  Propusieron un modelo que combina distintas medidas morfométricas (grosor del córtex, área expuesta y área total) que podría ser una forma de describir la girificación.

## Enfermedades neurológicas relacionadas con la girificación

### Lisencefalia
A una corteza cerebral que no tenga pliegues en la superficie se le llama lisencefálica, palabra que significa 'de cerebro liso'. A principios del desarrollo embrionario, los cerebros de todos los mamíferos son estructuras lisencefálicas que proceden del tubo neural. Algunos, como los cerebros de los ratones, permanecen lisencefálicos a lo largo de toda la edad adulta. Se ha demostrado que las especies lisencefálicas poseen muchas de las señales moleculares necesarias para formar giros en la corteza, pero no lo hacen debido a que hay una gran cantidad de genes que están implicados en la regulación de la proliferación de progenitores neurales y procesos neurógenos que son la base de la girificación. Una hipótesis dice que las diferencias espaciotemporales en estas vías moleculares, entre las que se encuentran el FCF, el Shh y el Trnp1, y probablemente muchas otras, son las que determinan el ritmo de la girificación y su alcance en distintas especies.
La lisencefalia es un estado patológico humano y, en aquellos seres humanos que lo padecen, una gran porción de neuronas son incapaces de llegar hasta la corteza externa durante la migración neuronal, y se quedan bajo la placa cortical. Este movimiento no solo produce defectos en las conexiones de la corteza, sino también una corteza más gruesa, lo cual es consistente con la idea de que aquellos cerebros que tengan una corteza más gruesa sufrirán una girificación menor.

### Polimicrogiria
La polimicrogiria es una enfermedad en la cual el cerebro tiene una corteza con demasiadas convoluciones. A pesar de que parece que la superficie del cerebro es lisa y que tiene pocos surcos, en su interior existe una estructura compleja con un número de pliegues secundarios y terciarios enorme. Al utilizar IRM para obtener imágenes del cerebro, se puede observar que los cerebros con polimicrogiria tienen una corteza más fina, lo cual es consistente con la idea de que aquellos cerebros que tengan una corteza más fina sufrirán una girificación mayor. Se ha constatado que una amplia gama de genes, cuando mutan, causan polimicrogiria en seres humanos, que van desde enfermedades relacionadas con la proteína mTOR (por ejemplo, AKT3) hasta canalopatías (canales de sodio, "SCN3A").

### Autismo
Los pacientes que sufren autismo por lo general tienen un nivel de girificación mayor en sus cerebros, pero solo en los lóbulos temporal, parietal y occipital, así como en parte de la corteza cingulada. Se ha determinado que la presencia de niveles de girificación elevados está correlacionada con una conectividad local más grande en cerebros autistas, lo cual es un indicativo de hiperconectividad.
Se ha identificado el Trnp1, que también se ha usado para inducir la girificación en modelos de animales, en pacientes con enfermedades del espectro autista, lo cual indica que el Trnp1 cumple un papel molecular en el autismo.
Se ha determinado que, desde durante las primeras etapas de desarrollo del cerebro, los pliegues de los cerebros humanos con autismo no se encuentran en la misma posición que los de un cerebro sano, sino que han cambiado ligeramente de sitio. Más concretamente, existen patrones diferentes en el surco frontal superior, en la cisura de Silvio, en el giro frontal inferior, en el giro temporal superior y en el surco olfatorio. Estas áreas están relacionadas con la memoria de trabajo, el procesamiento de emociones, el lenguaje y el contacto visual, y sus diferencias en comparación con un cerebro humano sano en su posición y en su grado de girificación podrían explicar algunas de las alteraciones del comportamiento en pacientes autistas.

### Esquizofrenia
La esquizofrenia, una enfermedad que está más extendida, también está correlacionada con anomalías estructurales en el cerebro. Al igual que en los cerebros autistas, los cerebros esquizofrénicos tienen menos grosor de la corteza y más girificación que un cerebro sano.

### Malformaciones debidas al virus del Zika
Debido a la infección durante el embarazo, el virus del Zika produce malformaciones en la corteza, que en general se clasifican como microcefalia, palabra que significa 'cerebro pequeño'. No es extraño que se produzcan cambios en la girificación, debido a la gran pérdida de volumen de la corteza cerebral durante la microcefalia. Sin embargo, existen estudios recientes sobre el mecanismo de las malformaciones debidas al Zika que indican que las deformidades más importantes se deben a la infección y muerte celular de las CRG. La muerte de las células madre de la corteza produce la pérdida de todas las células hijas que producirían, y el alcance de las malformaciones depende por tanto del momento de la infección, así como de su gravedad, durante el periodo de proliferación y neurogénesis de las células madre neuronales. Por lo general, la existencia de infecciones previas provoca malformaciones más graves. La microcefalia y las malformaciones de la girificación son permanentes y no existe tratamiento para curarlas.

## Métodos para medir la girificación
Se puede medir la girificación de la corteza mediante el Índice de Girificación (IG), la Dimensionalidad Fractal y mediante una combinación de valores morfométricos (área, grosor, volumen).
El IG se define como el cociente entre el Área Total y el Área Expuesta ("perímetro del cerebro delimitado en secciones frontales bidimensionales"). Una herramienta muy útil para medir el IG es FreeSurfer, un programa de reconstrucción de superficies.

## Imágenes adicionales

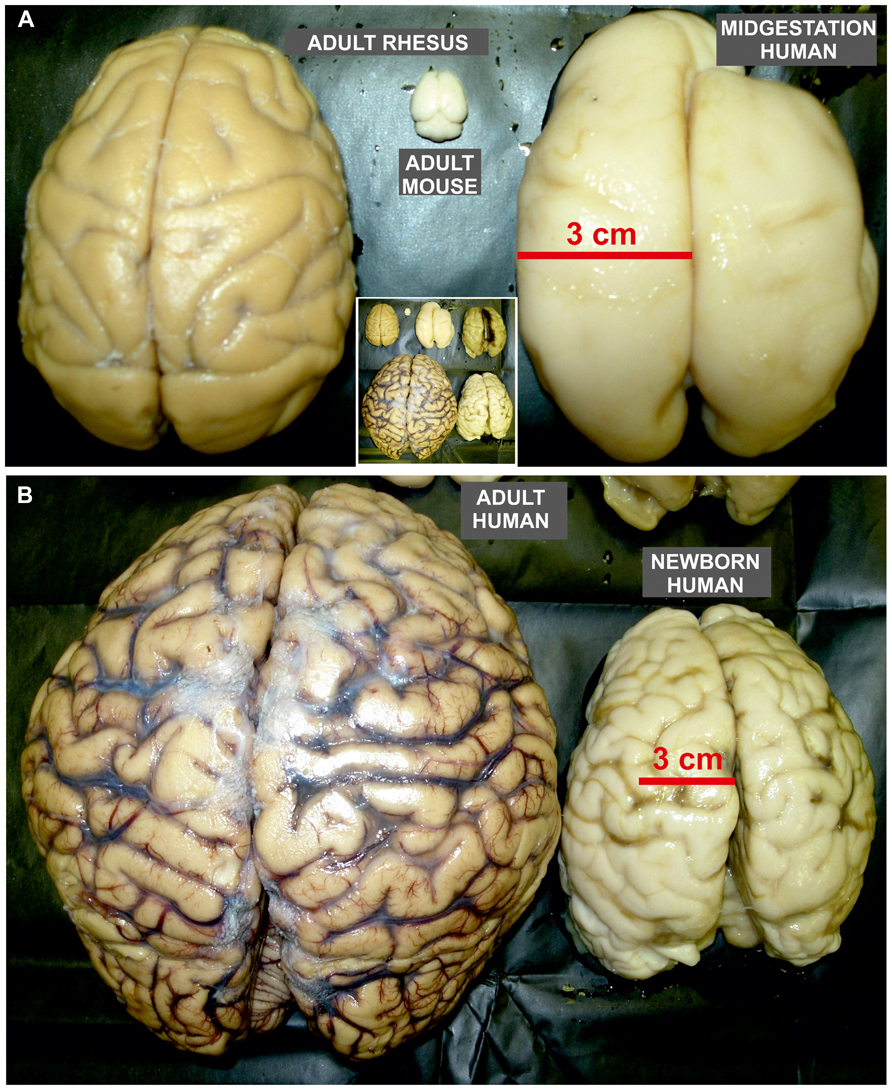
Distintos cerebros. En sentido de las agujas del reloj empezando por arriba a la izquierda: Macaco Rhesus adulto; Ratón adulto; Humano durante la gestación; Humano recién nacido; Humano adulto (abajo izquierda).
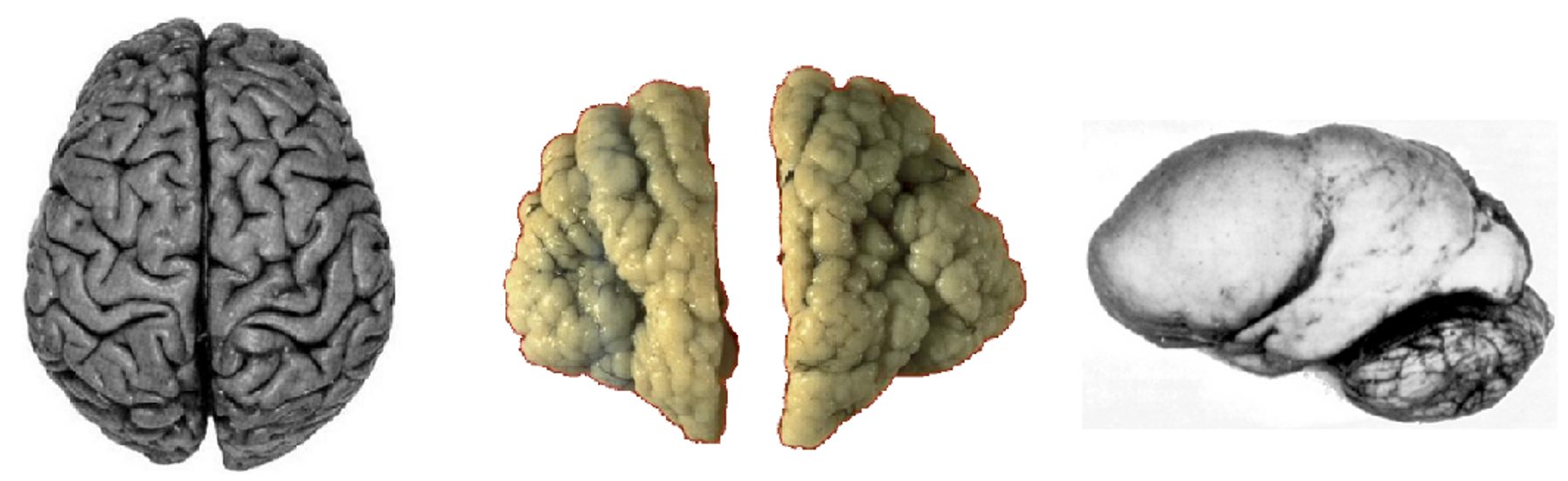
Encéfalo de un adulto humano normal (en la izquierda), polimicrogiria (en el centro) y lisencefalia (a la derecha).